# Lego Marvel Super Heroes: Maximum Overload

Logo du film.

Pour plus de détails, voir Fiche technique et Distribution.
Lego Marvel Super Heroes: Maximum Overload est un téléfilm d'animation de super-héros américano-canado-danois réalisé par Greg Richardson et sorti en 2013. Basé sur les licences Lego et Marvel Comics, il met en scène les personnages apparus précédemment dans le jeu-vidéo Lego Marvel Super Heroes comme Les Vengeurs et est diffusé en cinq épisodes pour une durée totale de 22 minutes.

## Résumé
Le malveillant Loki défie à nouveau les super-héros de Marvel Comics. Mais cette fois, il a jeté un sort dans des boules de neige qu'il lance sur ses cibles afin de les contrôler.
Dans une base secrète du SHIELD dans le New Jersey, le Docteur Octopus lance une attaque afin d'obtenir le Beta Burst Missile. Loki contrôle le Docteur Octopus en se servant du sort. A Manhattan, Nick Fury fait appel à Spider-Man pour aider le SHIELD à vaincre le Docteur Octopus. Avant qu'Octopus ne puisse se servir du Beta Burst Missile sur les agents du SHIELD, Spider-Man arrive et attire Octopus près d'un générateur d'énergie pour qu'il s'électrocute et revienne ainsi à lui. Le lendemain, Spider-Man ramène le Docteur Octopus ligoté dans un camion à Manhattan, mais se retrouve à court de toile dans le Garden State Parkway. Nick Fury emmène le Docteur Octopus sous les verrous tandis que Spider-Man se retrouve à devoir marcher jusqu'à New York. Loki est contrarié de constater que le Docteur Octopus ait été vaincu et promet que ce n'est pas terminé.
Quelque temps plus tard, des articles de journaux paraissent concernant des vilains qui semblent être contrôlés, tels que Crâne rouge, le Sorcier et le Bouffon vert. C'est J. Jonah Jameson qui rapporte ces nouvelles, et il affirme que Spider-Man est derrière tout ça. Loki jette ensuite son sort sur Venom, qui est selon lui une créature intéressante à contrôler. Près d'un stand de hot-dog, Loki contrôle Venom et se sert de lui pour attaquer Spider-Man. Leur combat les mène au Daily Bugle, à la stupeur de J. Jonah Jameson. Spider-Man parvient à vaincre Venom en le coinçant dans la linotype où il finit aplati et imprimé sur un journal. Venom est ensuite emmené par Nick Fury, Captain America et Wolverine. Tandis que Spider-Man quitte le Daily Bugle, J. Jonah Jameson fulmine en voyant sa salle de rédaction ravagée et tient Spider-Man pour responsable. Spider-Man tombe à nouveau à court de toile, mais cette fois-ci en plein air, et tombe dans une benne à ordures. Il est une nouvelle fois contraint de rentrer dans le Queens à pieds.
Alors qu'il réprimande son homme de main pour s'être assit sur son trône, Loki voit un hélicoptère, avec à son bord le Mandarin, qui se dirige vers la maison de Tony Stark à Malibu. Loki jette alors son sort sur le Mandarin qui se prépare à attaquer. Iron Man sauve Pepper Potts en la mettant en sécurité dans l'une de ses armures. Iron Man engage ensuite le combat contre le Mandarin. Alors que Loki s'apprête à augmenter la puissance du Mandarin, son sbire glisse et fait tomber les boules de neige ensorcelées dans le vide. Iron Man utilise son gantelet gauche pour faire tomber le Mandarin de son hélicoptère. Ce dernier est ensuite rattrapé par le Faucon, qui l'emmène dans l'héliporteur. Iron Man parvient ensuite à se dégager des décombres, puis s'en va déjeuner quelque part avec Pepper. Spider-Man se retrouve ensuite soudainement sur une plate-forme pétrolière en mer et se demande comment il est arrivé là.
Tandis que son Scrying Mirror ne fonctionne plus, Loki étend son esprit et parvient à voir Iron Man et Iron Fist qui recherchent l'Abomination. Loki localise l'Abomination sur un avion en plein vol et le contrôle. Alors que l'Abomination vient tout juste de détruire l'avion, Iron Man et Iron Fist viennent à la rescousse des passagers et les font atterrir sans danger sur la plate-forme pétrolière tandis que Hulk arrive pour combattre l'Abomination. Avec l'aide d'Iron Fist, Hulk éjecte l'Abomination dans l'océan. Loki tente alors de prendre le contrôle de Hulk, mais celui-ci remarque la réflexion de Loki dans les airs et le frappe au visage. Loki ressent alors la douleur comme s'il avait réellement été frappé, ce qui lui vaut un œil au beurre noir.
Loki déclare que ses projets sont sur le point d'aboutir tandis que ses larbins balayent le sol. Dans l'héliporteur du SHIELD, Wolverine, Captain America et la Veuve noire font l'appel des vilains qui ont été emprisonnés, à savoir le Docteur Octopus, Venom, l'Abomination, le Mandarin, Crâne rouge et le Sorcier. Loki contrôle ensuite à nouveau les vilains et leur ordonne de sauter. A force de sauter, l'héliporteur s'écrase sur la maison de Tony Stark qu'il venait tout juste de reconstruire. Les vilains se déchaînent alors et Iron Man, Nick Fury, la Veuve noire, Captain America, Wolverine et Hulk doivent une nouvelle fois les combattre. Thor arrive alors accompagné de Spider-Man qu'il a trouvé en train de pleurnicher devant la tour des Avengers. Spider-Man affirme qu'il ne pleurnichait pas, mais qu'il était angoissé. En neutralisant le Docteur Octopus, Thor comprend que son frère Loki est derrière tout ça. Thor emmène Iron Man et Spider-Man à Asgard pour affronter Loki tandis que les autres continuent de se battre contre les vilains.
Une fois que le Scrying Mirror fut réparé par les sbires de Loki, ce dernier pu y voir Thor, Iron Man et Spider-Man s'approcher de son repaire. À la suite de leur arrivée, Loki mange les boules de neige ensorcelées restantes et les combat. Après avoir éjecté Spider-Man contre un mur, Loki dit à Iron Man et Thor qu'il a l'intention de prendre le trône d'Asgard (Loki l'a murmuré, mais un de ses larbins l'a répété à haute voix). Après que Loki ait glissé, Thor envoie son marteau sur Loki, le forçant à s'accrocher au bord d'une passerelle pour ne pas tomber dans le vide. Thor demande ensuite à Loki d'annuler son enchantement et de promettre de ne plus jamais déranger la paix de Midgard, sous la menace de son marteau. Loki se rend et l'enchantement disparaît, permettant aux vilains d'être vaincus. Thor prévoit d'aller raconter à Odin ce que Loki a fait. Loki supplie Thor de ne pas le faire, et de ne pas lui dire qu'il s'est servi du Scrying Mirror, puisque Odin lui avait interdit de le faire. Après le départ de Thor, Iron Man et Spider-Man, Loki éteint le Scrying Mirror juste avant que Hulk ne puisse l'attaquer une nouvelle fois.
Sur l'héliporteur du SHIELD, les vilains sont de nouveau emprisonnés et promettent de se venger. Sur le pont de l'héliporteur, il est fait mention que la maison d'Iron Man a été réparée et que l'héliporteur fonctionne à nouveau. Pour apaiser les angoisses de Spider-Man, Nick Fury lui donne une carte de sécurité du SHIELD et une Spider-Bike. Alors que Spider-Man quitte l'héliporteur sur sa nouvelle moto, les super-héros célèbrent leur victoire. Tandis que l'héliporteur décolle, la toile qu'a tissé Spider-Man pour s'en aller se rompt et lui et sa moto tombent dans le vide.
Dans la scène post-crédits, J. Jonah Jameson commande un hot-dog. À ce moment, Spider-Man atterrit sain et sauf dans la rue tandis que sa Spider-Bike s'écrase sur le stand de hot-dog. Recouvert de moutarde à la suite de cet incident, Jameson affirme que Spider-Man est sûrement derrière tout ça. Spider-Man en profite pour s’éclipser discrètement.

## Fiche technique
Sauf indication contraire, les informations mentionnées dans cette section peuvent être confirmées par la base de données cinématographiques IMDb,  présente dans la section « Liens externes ».
- Titre : Lego Marvel Super Heroes: Maximum Overload
- Titre autre : Marvel Super Heroes: Maximum Overload
- Réalisation : Greg Richardson
- Scénario : Matt Wayne (en)
- Musique : Asher Lenz, Stephen Skratt
- Montage : Jeremy Montgomery
- Sociétés de production : Arc Productions (en), Marvel Entertainment et The Lego Group
- Pays :  États-Unis,  Canada,  Danemark
- Société de distribution : Netflix (États-Unis, Pays-Bas, Australie, Maroc)
- Langue : anglais, allemand, grec, français, turc
- Durée : 5 x 22 minutes
- Date de diffusion : 
  -  États-Unis : 5 novembre 2013
  -  Pays-Bas : 2014 (vidéo à la demande)
  -  Australie : 2015 (vidéo à la demande)

## Distribution
- Laura Bailey : la Veuve noire
- Dee Bradley Baker : Venom, Chitauri
- Troy Baker : Loki
- Drake Bell : Spider-Man
- Steve Blum : Wolverine
- Greg Cipes : Iron Fist
- Grey DeLisle : Pepper Potts
- Barry Dennen : le Mandarin
- Robin Atkin Downes : l'Abomination
- Tom Kenny : Docteur Octopus
- Stan Lee : le vendeur de hot-dogs
- Tony Matthews : le joggeur
- Chi McBride : Nick Fury, Crâne rouge
- Adrian Pasdar : Iron Man
- Bumper Robinson : le Faucon, sentinelle du SHIELD
- J.K. Simmons : J. Jonah Jameson
- Roger Craig Smith : Captain America
- Fred Tatasciore : Hulk, sentinelle du SHIELD
- Travis Willingham : Thor

## Épisodes
1. A faceful of danger!
2. Slaughter on the 23rd floor!
3. Obnoxious mandarin!
4. Operation doofus drop!
5. Assault, off-Asgard!